# 화천 동촌 황장금표
화천 동촌리 황장금표(華川 東村里 黃腸禁標)는 강원도 화천군 화천읍 동촌리, 황장목(黃腸木)의 보호를 위하여 일반인의 벌목을 금지하는 경계의 표시이다. 2014년 3월 20일 국가산림문화자산 제2014-0002호로 지정되었다.

## 개요
강원도 화천군 화천읍 동촌1리 하천변에 “○○고○금산○○○○동표(○○古○禁山○○○○東標)” 글자가 새겨진 바위로서 본래부터 위치한 모습이라기보다 홍수 등 물에 떠밀려 내려온 것으로 보인다. 왕궁에서 사용하는 목재인 황장목의 벌목을 금한다는 내용을 바위에 새겨놓은 금표로서 《신증동국여지승람》에 “황장목의 벌목을 금하는 황장봉산이 둘이 있는데 하나는 서쪽 30리, 다른 하나는 동북 40리에 있다고 하며, 그중 동쪽에 있다”라고 한 것으로 보여 국가 산림문화자산으로 가치가 큰 곳이다.

## 참고 자료
- 국가산림문화자산 화천 동촌 황장금표 - 산림청 산림문화